# Listă de boli ale plantelor floricole

## Virusuri ale plantelor floricole
- Virusul "D" al crizantemelor (Chrysanthemum virus D)
- Virusul "E" al crizantemelor (Chrysanthemum virus E)
- Virusul latent al crinului (Lily simptomless virus)
- Virusul latent al garoafelor (Carnation latent virus)
- Virusul latent al narciselor (Narcissus latent virus)
- Virusul mozaicului castraveților la begonia (Cucumber mosaic virus in begonia)
- Virusul mozaicului castraveților la hyppeastrum (Cucumber mosaic virus in hyppeastrum)
- Virusul mozaicului castraveților la petunia (Cucumber mosaic virus in petunia)
- Virusul mozaicului galben al fasolei la freesia (Bean yellow mosaic virus in freesia)
- Virusul ofilirii pătate a tomatelor la crizanteme (Tomato spotted wilt virus in chrysanthemum)
- Virusul "rattle" al tutunului la flox (Tobacco rattle virus in phlox)